# Aleksandra Achtelik
Aleksandra Izabela Achtelik (ur. 1973) – polska doktor habilitowany nauk humanistycznych, literaturoznawczyni. Wicedyrektor Szkoły Języka i Kultury Polskiej na Uniwersytecie Śląskim w Katowicach, pracownik naukowy Instytutu Nauk o Kulturze UŚ. 

## Życiorys
Tytuł magistra uzyskała na podstawie artykułu Symbolika akwatyczna w twórczości Jarosława Iwaszkiewicza, opublikowanego w jednym z numerów czasopisma „Arkadia”. Doktoryzowała się w 2001 roku na Wydziale Filologicznym Uniwersytetu Śląskiego na podstawie pracy zatytułowanej Przestrzeń kulturowa jako przedmiot kreacji artystycznej. Wenecja w polskiej literaturze XIX i XX wieku. Habilitację uzyskała w 2016 roku na tej samej uczelni na podstawie monografii pt. Sprawcza moc przechadzki, czyli polski literat we włoskim mieście.
Badaczka m.in. relacji polsko-włoskich. Doświadczenie naukowe zdobywała na stażach w Neapolu i Turynie.
Autorka lub współautorka podręczników do nauki języka polskiego pt. Miło mi panią poznać: język polski w sytuacjach komunikacyjnych, Bawimy się w polski 1: podręcznik do nauki języka polskiego dla dzieci oraz Bądź na B1 zbiór zadań z języka polskiego oraz przykładowe testy certyfikatowe dla poziomu B1; poziom B1.

## Książki
Aleksandra Achtelik jest autorką lub współautorką następujących pozycji książkowych:
- Wenecja mityczna w literaturze polskiej XIX i XX wieku[10]
- Słownik wiedzy o literaturze[11]
- Nauczanie i promocja języka polskiego w świecie: diagnoza, stan, perspektywy[12]
- Sztuka czy rzemiosło?: nauczyć Polski i polskiego[13]